# كتكتي (مقاطعة إسلام آباد غرب)
كتكتي (بالفارسية: کت‌کتی) هي قرية تقع في قسم شيان الريفي (مقاطعة إسلام آباد غرب) في إيران. يقدر عدد سكانها بـ 228 نسمة بحسب إحصاء 2016.